# Лойбен-Шлайніц
Лойбен-Шлайніц (нім. Leuben-Schleinitz) — громада у Німеччині, у землі Саксонія. Підпорядковується земельній дирекції Дрезден. Входить до складу району Мейсен. Підпорядковується управлінню Кетцербахталь.
Населення — 1 411 осіб (на 31 грудня 2010). Площа — 26,71 км².
Офіційний код — 14 2 80 190.

## Адміністративний поділ
Громада поділяється на 15 сільських округів.
| Німеччина | Це незавершена стаття з географії Німеччини. Ви можете допомогти проєкту, виправивши або дописавши її. |